# Pierre Cazaux
Pierre Cazaux (Saint-Palais, 1984. június 7. –) francia-baszk amatőr/profi kerékpáros. 2012-ben visszavonult a versenyzéstől.

## Eredményei
2007
6., összetettben - Tour des Pyrénées
2008
4. - Tour du Doubs
10. - GP d'Ouverture La Marseillaise
2009
4. - Classic Loire Atlantique
5. - Boucles de l'Aulne
8., összetettben - Párizs-Corrèze
9. - Trophée des Grimpeurs

## Grand Tour eredményei
| Grand Tour | 2010 | 2011 | 2012 |
| ---------- | ---- | ---- | ---- |
| Giro       | -    | 124. | 123. |
| Tour       | -    | -    | -    |
| Vuelta     | 109. | 148. | -    |